# Nesophanes fulgidum
Nesophanes fulgidum là một loài bọ cánh cứng trong họ Cerambycidae.